# Stuart Graham (aviateur canadien)
Pour les articles homonymes, voir Stuart Graham.
Stuart Graham, né le 2 septembre 1896 à Boston, Massachusetts, et décédé le 17 juillet 1976 à Port Charlotte, Floride, est un aviateur canadien reconnu comme le premier pilote professionnel en temps de paix au Canada. Son rôle a été central dans le développement de l’aviation civile et du vol de brousse au Canada.

## Biographie

### Jeunesse et Première Guerre mondiale
Élevé et éduqué en Nouvelle-Écosse, Stuart Graham s'engage dans l'armée canadienne en 1915. D'abord mitrailleur, il est transféré au Royal Naval Air Service (RNAS), où il pilote des hydravions pour patrouiller les voies maritimes alliées et protéger les navires contre les sous-marins allemands. Ses actions contre deux sous-marins ennemis lui valent la Croix de l’Aviation (Air Force Cross, AFC),.

### Le pionnier du vol de brousse
De retour au Canada en 1919, Graham est recruté par l’Association forestière de la Mauricie pour piloter deux hydravions Curtiss HS-2L, destinés à la surveillance des incendies de forêt et à l’évaluation des territoires forestiers. Il est considéré comme le premier pilote professionnel canadien en temps de paix,,,.
Le 8 juin 1919, Graham pilote un Curtiss HS-2L baptisé La Vigilance, réalisant le premier vol commercial de brousse au Canada. Parti de Halifax le 5 juin avec sa femme Madge et le mécanicien William « Bill » Kahre, il amerrit sur le lac à la Tortue, en Mauricie. Cet événement est considéré comme le point de départ du vol de brousse au Canada.
En 1920, avec le mécanicien Walter "Bill" Kahre, il transporte un ingénieur forestier pour déposer le premier jalon minier canadien utilisant un avion comme moyen de transport. Graham conçoit également une série d’innovations techniques, notamment une caméra automatique pour la photographie aérienne et un canot démontable pouvant être transporté par avion.

### Carrière professionnelle dans l’aviation
Stuart Graham travaille de 1921 à 1923 pour la Curtiss Aeroplane and Motor Company, puis pour Canadian Vickers, où il participe à la production de l’hydravion Vickers Vedette. En 1926, il rejoint l’Aviation royale canadienne comme pilote d’essai et contribue à la cartographie aérienne,.
Entre 1928 et 1939, il est inspecteur pour la Division des services aériens fédéraux, supervisant les opérations aériennes dans l’est du Canada, enquêtant sur des accidents et délivrant des licences aux pilotes,.

### Seconde Guerre mondiale et rôle international
Pendant la Seconde Guerre mondiale, Graham joue un rôle clé dans le British Commonwealth Air Training Plan (BCATP), planifiant la construction d’aérodromes à travers le Canada. En 1945, il est nommé Officier de l’Ordre de l’Empire britannique (OBE) pour ses services,.
Après la guerre, il devient représentant technique auprès de l’Organisation de l'aviation civile internationale (OACI) et préside le Comité de navigation aérienne. Il contribue de manière significative à l’élaboration des normes et procédures internationales en aviation civile,.

### Distinctions et héritage
Stuart Graham a reçu plusieurs distinctions pour ses contributions à l’aviation, notamment :
- Croix de l’Aviation (AFC);
- Officier de l’Ordre de l’Empire britannique (OBE);
- Étoile de Menelik, décernée par Haïlé Sélassié pour son travail en Éthiopie[2];
- Trophée McKee[2].

Il est intronisé au Panthéon de l’aviation du Canada en 1974 et figure également au Panthéon de l'Air et de l'Espace du Québec depuis 2001.
En 1994, la Monnaie royale canadienne a émis une pièce commémorative représentant le Curtiss HS-2L et un camée de Stuart Graham pour célébrer son rôle dans la naissance du vol de brousse,.